# Oberon (Skulptur)

Elfenkönig Oberon ziert vor der Stadtverwaltung einen Brunnen

Oberon ist eine Skulptur in der norwegischen Stadt Ålesund.
Sie befindet sich auf dem Platz vor dem Rathaus Ålesund nördlich der Kaiser Wilhelms Gate.
Die Skulptur stellt den Elfenkönig Oberon dar. Sie ist 4,5 Meter hoch, andere Angaben nennen sechs Meter, und wurde vom Bildhauer Boge Berg aus Ceramite-Beton geschaffen. Die Skulptur ist in eine Brunnenanlage integriert.